# Hourd

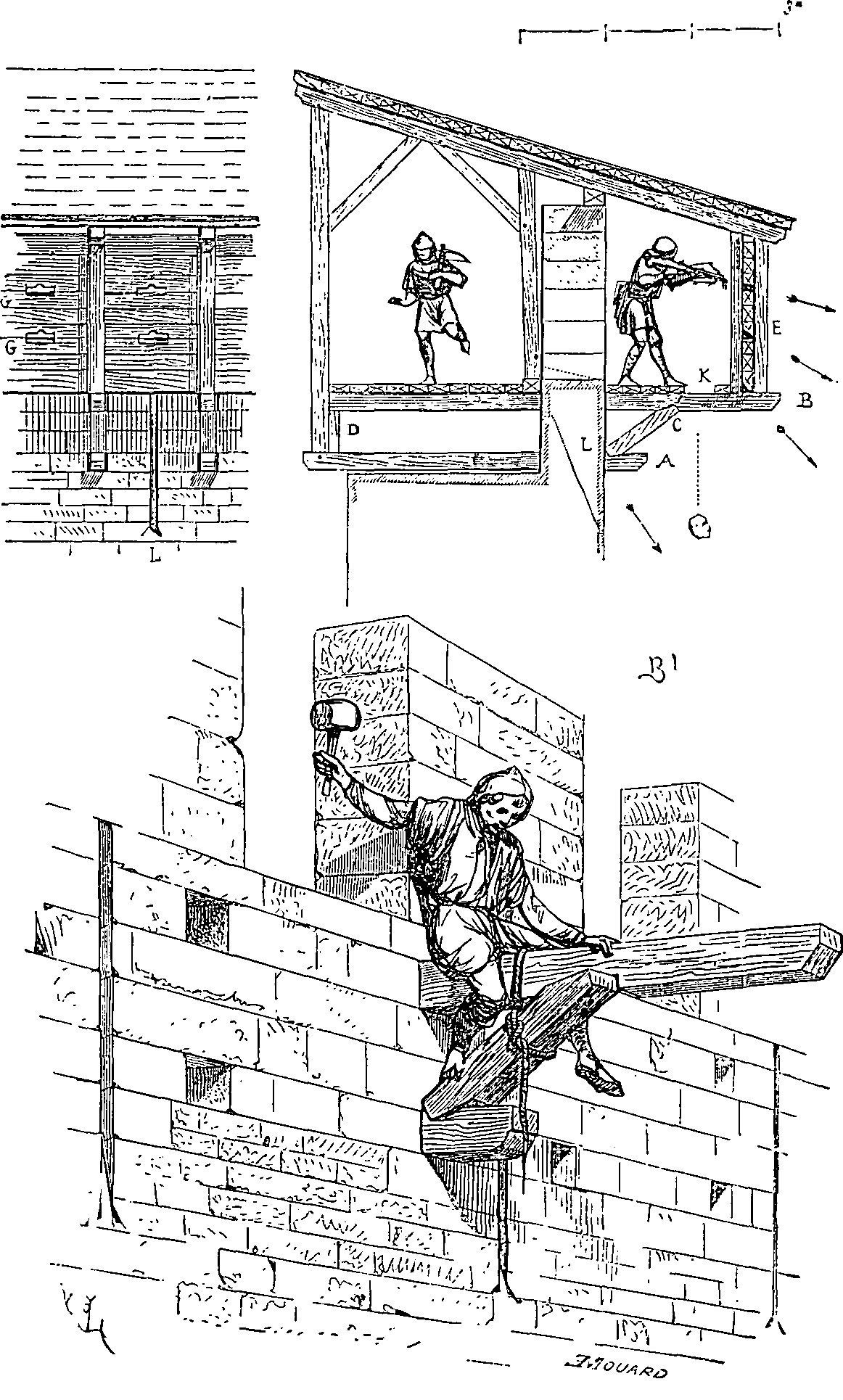
Chemin de ronde hourdé de la cité de Carcassonne, croquis d'Eugène Viollet-le-Duc.

Un hourd (du francique *hurd, « claie ») est au Moyen Âge un échafaudage solide, fait de planches en encorbellement au sommet d'une tour ou d'une muraille. Ce dispositif de défense active se caractérise par une très faible ouverture horizontale et une assez faible saillie, avant de devenir une maçonnerie grossière à partir du XVIe siècle, nommée communément « hourdage » et dont dérive le terme « hourdis ».

## Origine
Il y a tout lieu de croire que, dès la Rome antique, les hourds étaient en usage, car il est question, dans les Commentaires sur la Guerre des Gaules de Jules César, d'ouvrages en bois qui sont de véritables hourds. Dans l'ouvrage en bois qui couronne les fossés du camp de Jules César devant les Bellovaques, les galeries réunissant les tours sont des hourds continus protégeant un parapet inférieur. La nécessité pour les défenseurs de commander le pied des remparts, d'enfiler les fossés et de se mettre à l'abri des projectiles lancés par les assiégeants, dut faire adopter les hourds dès l'époque gallo-romaine.

## Évolution
Dans l'architecture militaire du Moyen Âge, c'est un ouvrage en bois ou en pan de bois, dressé en encorbellement au sommet des courtines ou des tours, destiné à recevoir des défenseurs, surplombant par une avancée en plancher percé de trous, le pied de la maçonnerie et donnant un flanquement vertical plus étendu. Pour éviter que les flèches enflammées ne brûlent les hourds, les défenseurs les recouvraient de peaux de bêtes humides. Cela offrait une protection accrue au feu sans pour autant rendre les hourds indestructibles.
Les crénelages supérieurs ne pouvaient, en cas de siège, présenter une défense efficace, puisqu'en tirant, les archers ou arbalétriers étaient obligés de se découvrir. Si l'assiégeant se logeait au pied même des murs, il devenait impossible aux assiégés non seulement de lui décocher des traits, mais même de le voir, sans passer la moitié du corps en dehors des créneaux. À la fin du XIe siècle déjà et au commencement du XIIe siècle, nous remarquons, au sommet des tours et remparts, des trous de hourds percés au niveau des chemins de ronde. Souvent alors ces trous sont doubles, de manière à permettre de poser, sous la solive en bascule, un lien destiné à soulager sa portée.
Jusqu'au XIIIe siècle, les hourds ont un équivalent en pierre, les mâchicoulis, les hourds étant progressivement réduits à servir de toiture aux mâchicoulis. À la fin de ce siècle, les hourds qui sont des constructions provisoires, vulnérables au feu et aux machines de siège, sont remplacés par le chemin de ronde de pierre bâti en encorbellement qui couronne systématiquement le sommet des murailles et des tours. Les créneaux sont plus étroits, des meurtrières sont pratiquées dans les merlons. La protection est ainsi permanente, invulnérable au feu, résiste mieux aux projectiles envoyés par les catapultes diverses, protège mieux les défenseurs et ne risque pas de se décrocher du mur. Cependant les hourds gardent la prééminence sur les mâchicoulis jusqu'à la première moitié du XIVe siècle.
Les castellologues distinguent théoriquement deux catégories de hourds : d'une part ceux volants ou temporaires, c'est-à-dire montés en temps de guerre ou d'insécurité, d'autre part ceux permanents, généralement couverts. En réalité, les hourds escamotables furent rarement démontés, sauf à partir du XVe siècle qui voit le déclin des éléments défensifs de l'architecture militaire au Moyen Âge, le développement des armes à feu et l'entretien coûteux de ces ouvrages en bois les rendant inutiles.
Au XVIe siècle, le terme de hourd évolue sous l'influence du dérivé verbal « hourder » ; il prend, comme son synonyme hourdis, le sens de maçonnerie grossière puis plus spécialement de préparation d'un plancher en garnissant l'aire de lattes de bois et d'une maçonnerie de plâtre.

## Éléments constitutifs d'un double hourd

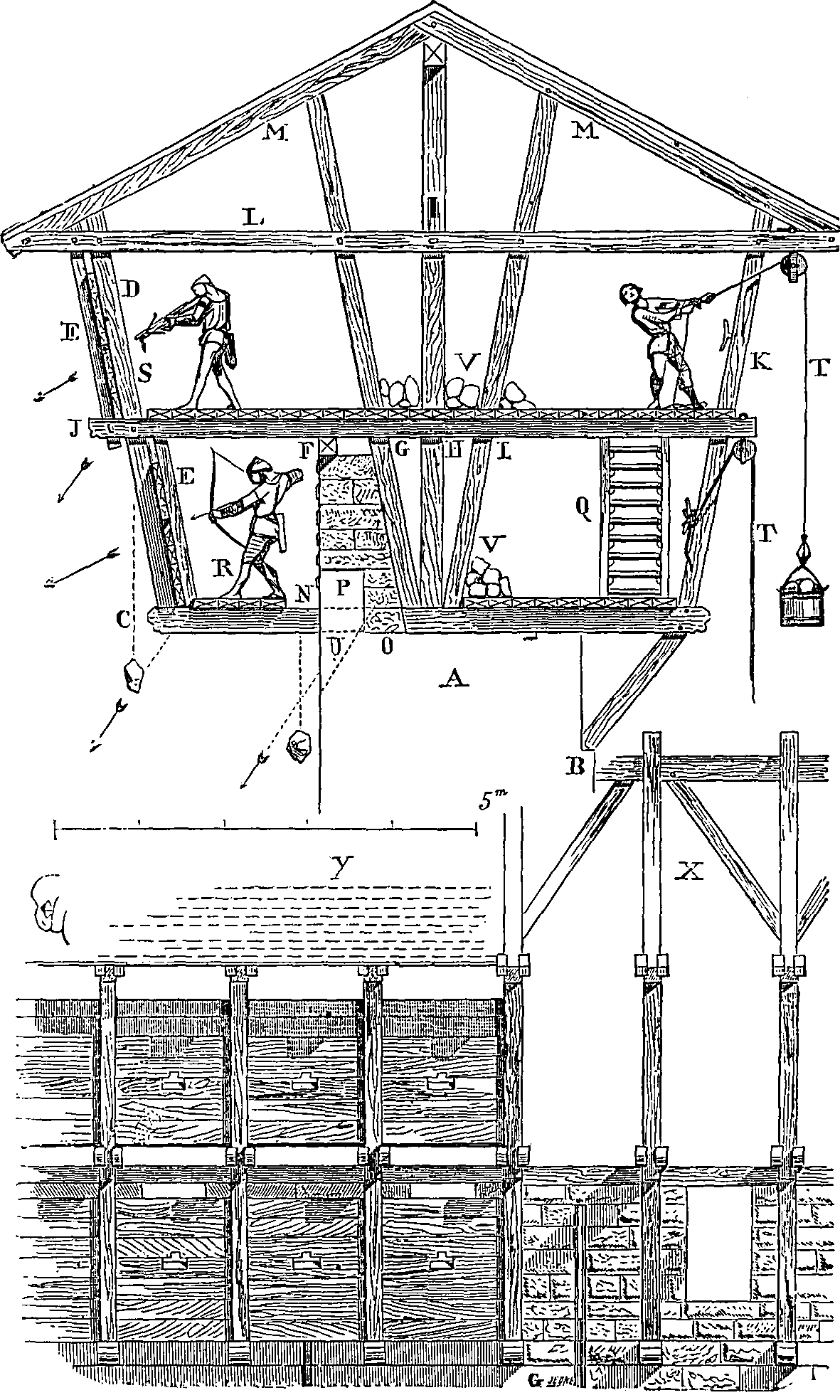
Éléments d'un double hourd avec (X) et sans (Y) ses madriers de garde.

- Chemin de ronde (A) avec une retraite continue (B) côté cour
- Charpentes : solive (C), poteaux inclinés (D, G, H, I) et contre poteau (E), longrine (F), moises (J, L), arbalétrier (M), panne ventrière (P)
- Mâchicoulis (N, S)
- Guinde (T)

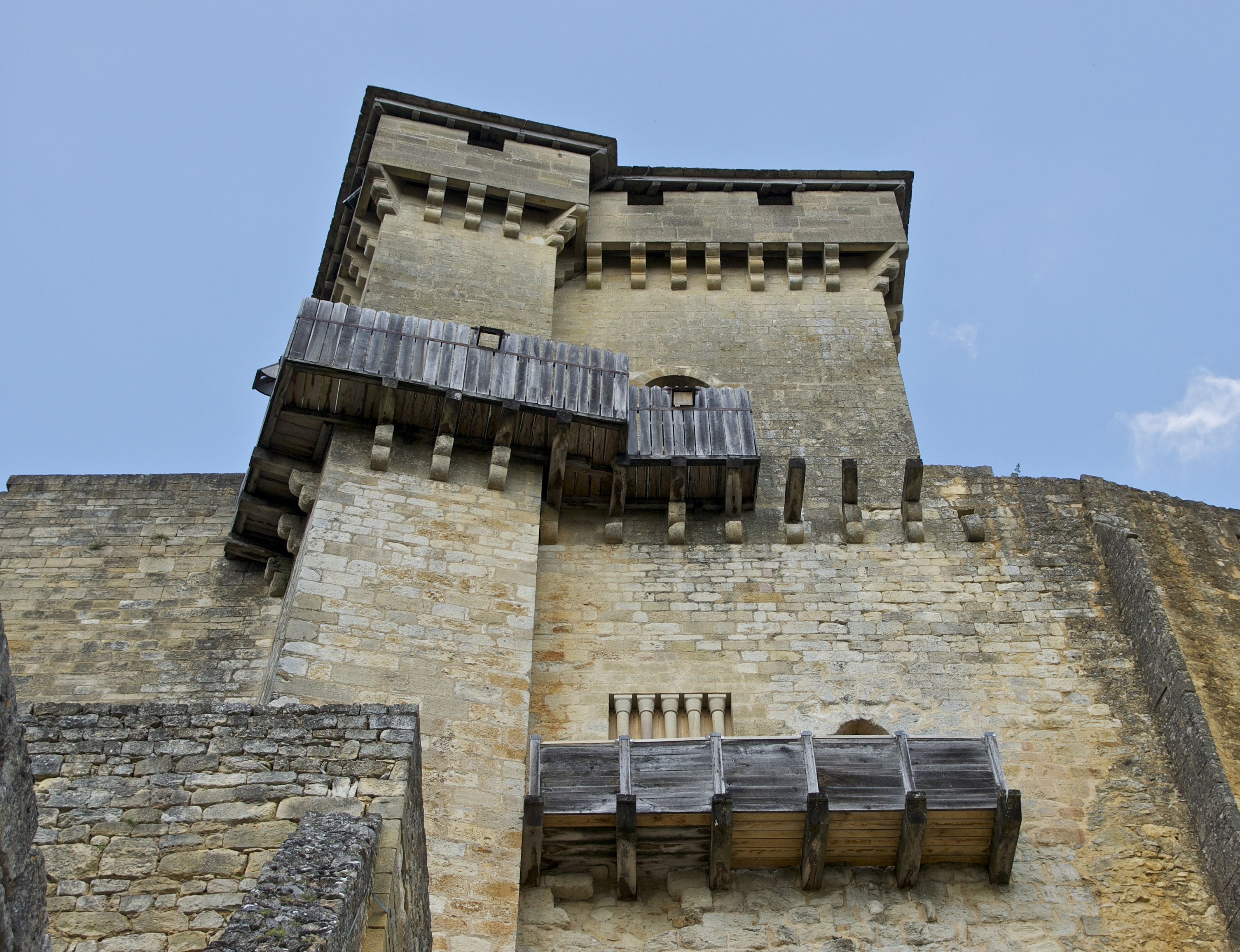
Hourd sur le donjon du château de Castelnaud, Aquitaine.
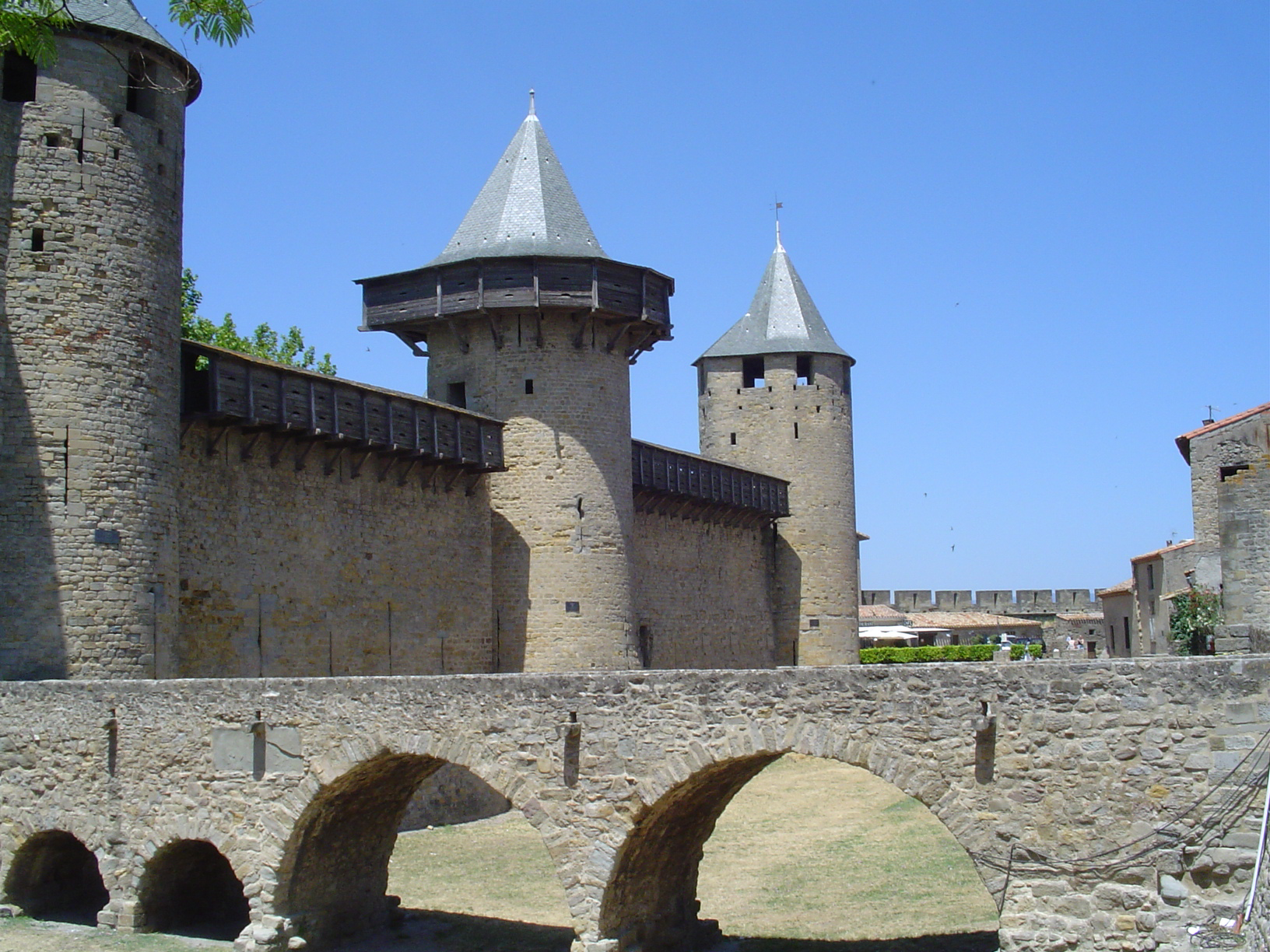
Hourds reconstruit, à Carcassonne, Languedoc.
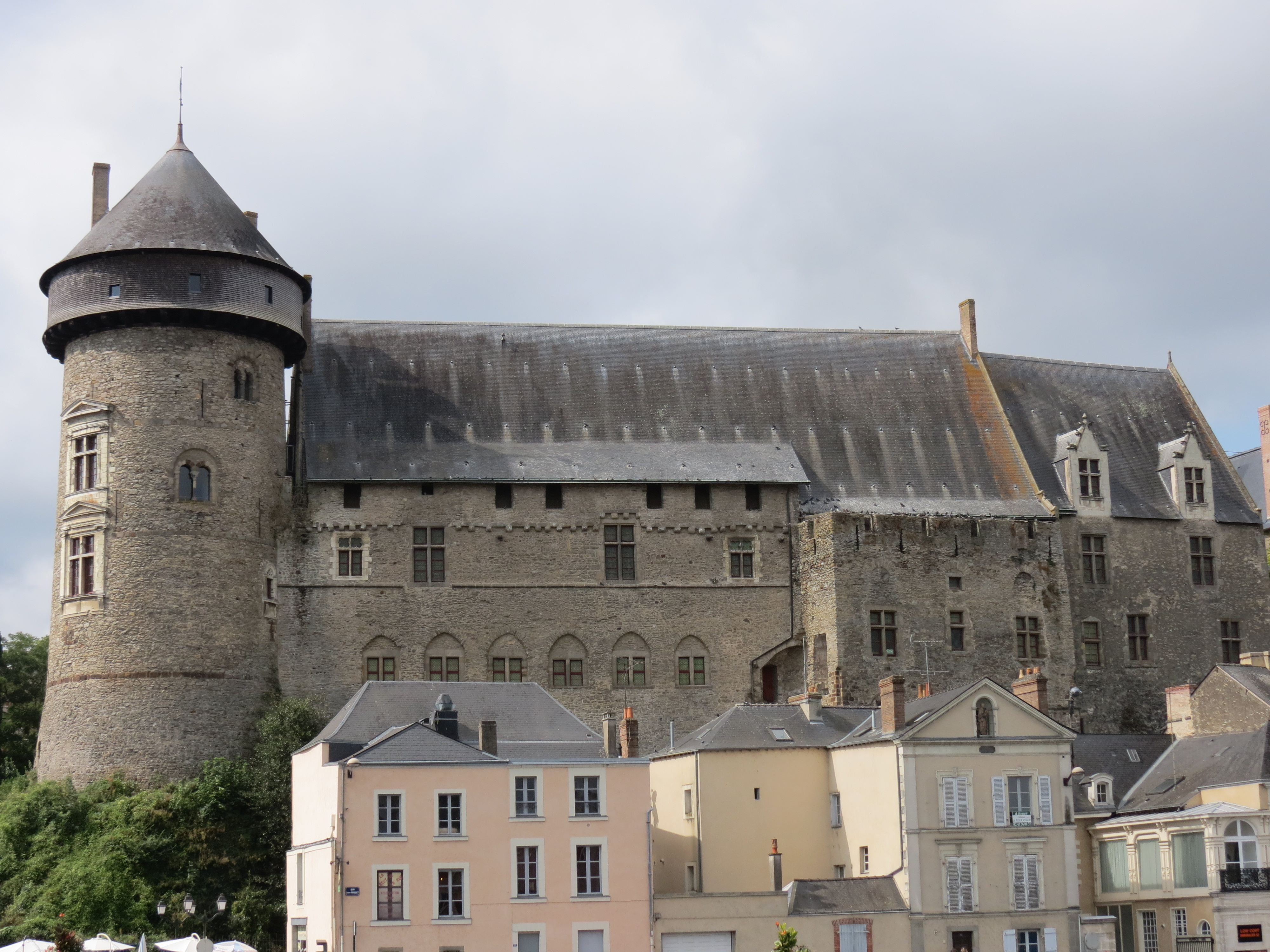
Le château de Laval et son donjon à hourd du XIIIe siècle, Maine.
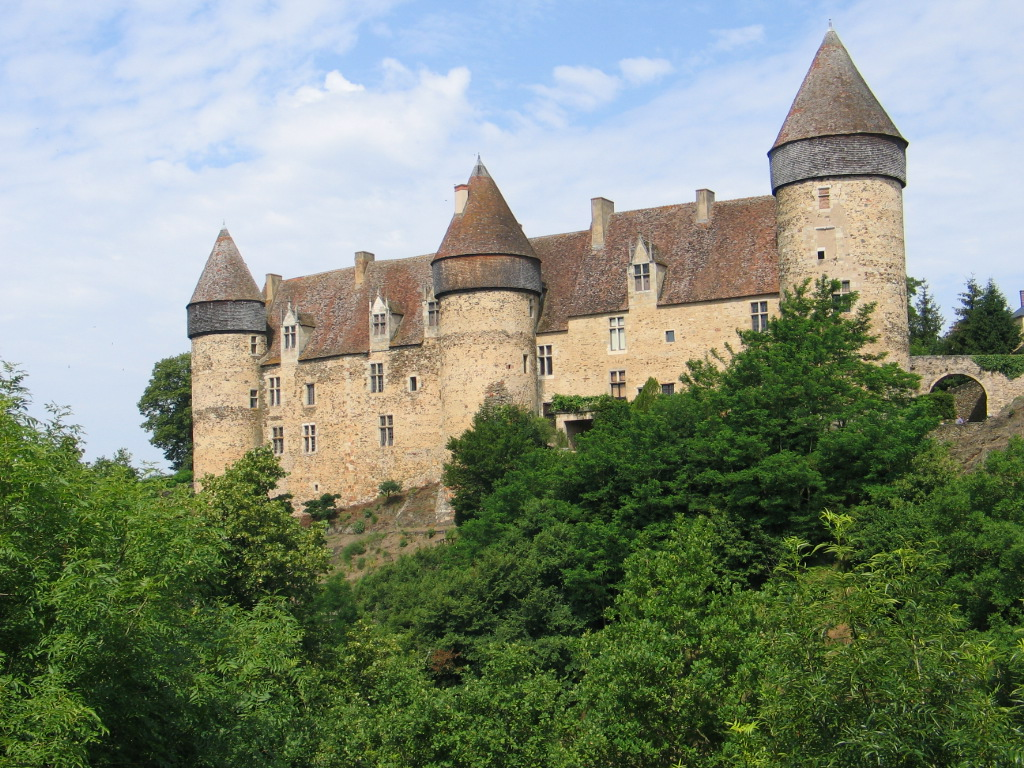
Le château de Culan et ses tours avec hourds du XIIIe siècle, Cher, Berry.
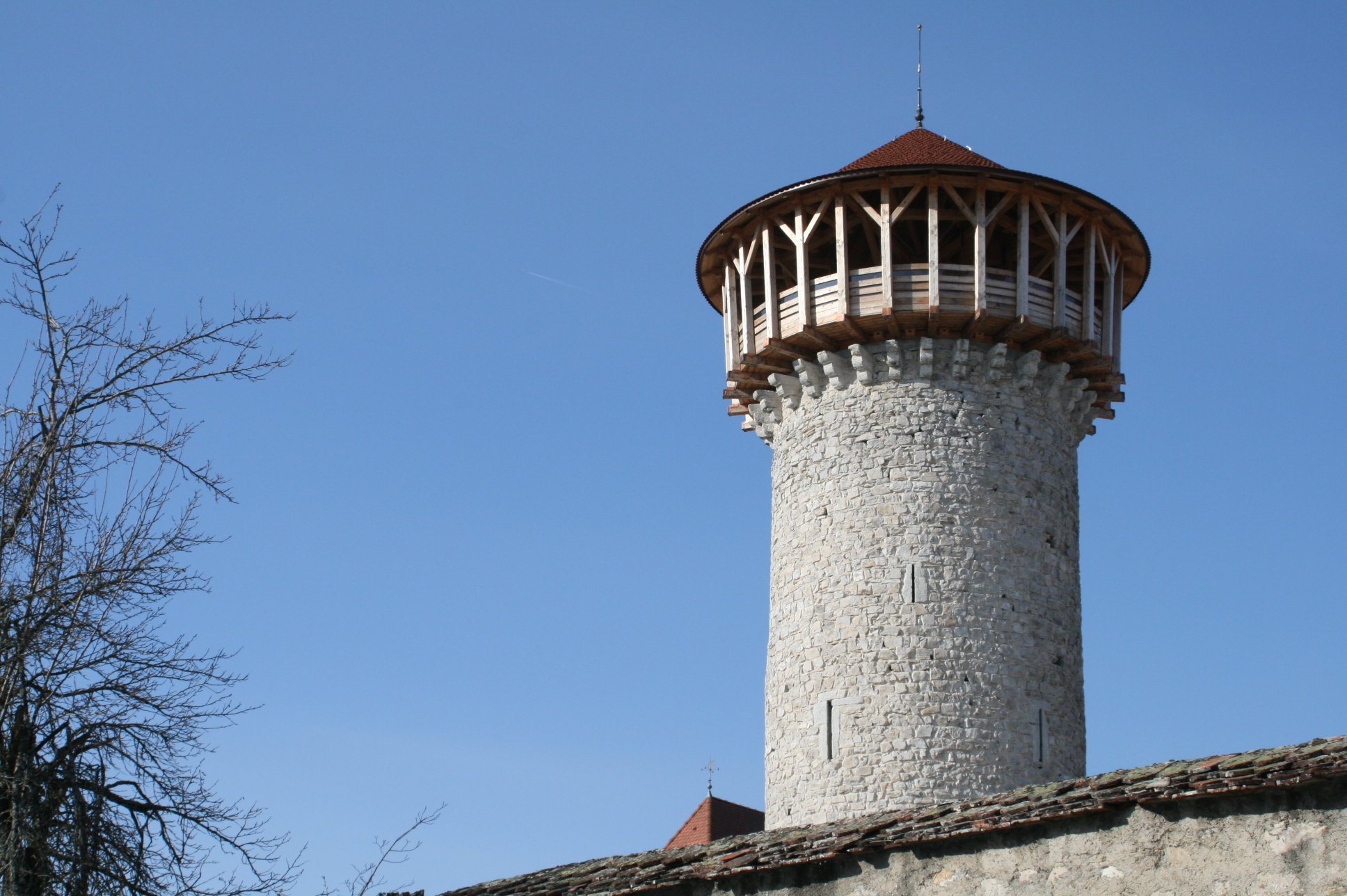
Hourd du château de Faverges-Seythenex.